# Туркуэн-2 (кантон)
Туркуэн-1 (фр. Tourcoing-1) — кантон во Франции, находится в регионе О-де-Франс, департамент Нор, округ Лилль.
Кантон образован в результате реформы 2015 года на основе упраздненных кантонов Туркуэн-Нор и Туркуэн-Сюд.

## Состав кантона
В состав кантона входит большая часть города Туркуэн (кроме северных и восточных кварталов).

## Политика
На президентских выборах 2022 г. жители кантона отдали в 1-м туре Жану-Люку Меланшону 36,2 % голосов против 23,4 % у Марин Ле Пен и Эмманюэля Макрона; во 2-м туре в кантоне победил Макрон, получивший 58,8 % голосов. (2017 год. 1 тур: Жан-Люк Меланшон – 28,0 %, Марин Ле Пен – 25,1 %,  Эмманюэль Макрон – 19,4 %, Франсуа Фийон – 13,1 %; 2 тур: Макрон – 60,8 %. 2012 год. 1 тур: Франсуа Олланд — 31,3 %, Николя Саркози — 22,4 %, Марин Ле Пен — 21,3 %; 2 тур: Олланд — 55,5 %).
С 2021 года кантон в Совете департамента Нор представляют мэр города Туркуэн Дорьян Бекю (Doriane Becue) (Разные правые) и министр внутренних дел Франции, бывший мэр Туркуэна Жеральд Дарманен (Gérald Darmanin) (Вперёд, Республика!).
|                | Кандидаты                    | Партия                   | Первый тур | Первый тур     | Второй тур | Второй тур |
| Кол-во голосов | Кандидаты                    | Партия                   | % голосов  | Кол-во голосов | % голосов  |            |
| -------------- | ---------------------------- | ------------------------ | ---------- | -------------- | ---------- | ---------- |
|                | Дорьян Бекю Жеральд Дарманен | Разные правые            | 4 765      | 54,11          | 5 812      | 64,98      |
|                | Кати Вюилстекер Али Лазауи   | Левый блок – Зелёные     | 2 498      | 28,37          | 3 132      | 35,02      |
|                | Кати Даль Жан-Клод Гель      | Национальное объединение | 1 543      | 17,52          |            |            |

|                | Кандидаты                      | Партия                      | Первый тур | Первый тур     | Второй тур | Второй тур |
| Кол-во голосов | Кандидаты                      | Партия                      | % голосов  | Кол-во голосов | % голосов  |            |
| -------------- | ------------------------------ | --------------------------- | ---------- | -------------- | ---------- | ---------- |
|                | Дорьян Бекю Максим Кабай       | Союз за народное движение   | 5 761      | 34,24          | 10 180     | 68,13      |
|                | Жан-Франсуа Блок Шанталь Полле | Национальный фронт          | 4 601      | 27,34          | 4 763      | 31,87      |
|                | Зина Дамани Венсан Ланно       | Социалистическая партия     | 3 957      | 23,52          |            |            |
|                | Оливье Дешам Валери Дюкенуа    | Европа Экология — «Зелёные» | 1 177      | 7,00           |            |            |
|                | Натали Виймец Мансур Нешаф     | Разные левые                | 684        | 4,07           |            |            |
|                | Ноэлла Аррашар Давид Дюбеллуа  | Левый фронт                 | 646        | 3,84           |            |            |